# Bronzital
Il bronzital è una particolare lega di bronzo composta da rame e alluminio utilizzata inizialmente per la produzione di monete dalla zecca di Roma. 
Dal 1968 alla lega di bronzital è stato aggiunto anche nichel per renderla maggiormente splendente e meno soggetta ad ossidazione. In Italia è stato utilizzato per le monete da 5 centesimi e da 10 centesimi del Regno durante il periodo fascista, e per le 20 e 200 lire della Repubblica, oltre che nelle monete bimetalliche da 500 lire (parte interna) e in quelle da 1000 lire (parte esterna). Altre nazioni hanno utilizzato la stessa lega successivamente (ad esempio la Francia per le monete da 10 franchi tra il 1974 e il 1988, la Finlandia e l'Australia) anche se con una maggiore percentuale di rame.